# Obukhova (inslagkrater)
Obukhova is een inslagkrater op de planeet Venus. Obukhova werd in 1985 genoemd naar de Sovjet-Russische zangeres Nadezhda Obukhova (1886-1961).
De krater heeft een diameter van 46 kilometer en bevindt zich ten oosten van Ben Dorsa in het noordoosten van het quadrangle Metis Mons (V-6).